# Corvus sinaloae
Il corvo del Sinaola o cornacchia del Sinaloa (Corvus sinaloae Davis, 1958) è un uccello passeriforme della famiglia Corvidae.

## Etimologia
Il nome scientifico della specie, sinaloae, è un chiaro riferimento all'areale di questi uccelli: il loro nome comune altro non è che la traduzione di quello scientifico.

## Descrizione

### Dimensioni
Misura 34-38 cm di lunghezza, per 229-258 g di peso.

### Aspetto

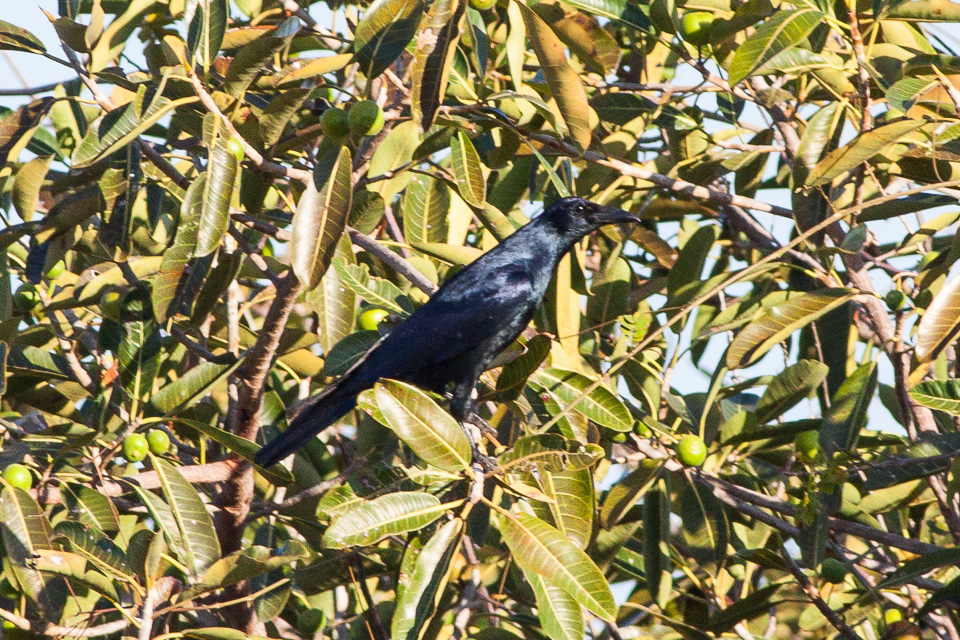
Esemplare nel Jalisco.

Si tratta di uccelli dall'aspetto robusto e slanciato, muniti di testa squadrata con fronte sfuggente, becco piuttosto corto (se paragonato alle altre specie di corvo), sottile, conico e dall'estremità lievemente adunca, mentre il collo è robusto, le ali sono lunghe e digitate, le zampe forti e la coda piuttosto lunga (sempre in rapporto a quanto osservabile fra le specie congeneri).
Il piumaggio si presenta interamente di colore nero lucido e di consistenza vellutata: sono presenti diffuse sfumature metalliche di colore purpureo su testa, petto, ventre e coda e verde-azzurro su dorso e ali, ben evidenti quando l'animale è nella luce diretta.

I due sessi presentano colorazione identica, e non è possibile differenziarli in base a tale criterio.
Il becco e le zampe sono di colore nero: gli occhi sono invece di colore bruno scuro.

## Biologia
La cornacchia del Sinaloa è un uccello dalle abitudini di vita essenzialmente diurne e moderatamente gregarie: questi uccelli, durante il giorno, passano la maggior parte della giornata alla ricerca di cibo a suolo, per poi riunirsi nel pomeriggio in gruppi di una ventina d'individui (generalmente legati fra loro da rapporti di parentela) fra i rami degli alberi, in modo tale da poter passare la notte al riparo da predatori ed intemperie.
Il richiamo di questi uccelli è inusuale fra i corvi propriamente detti in quanto è insolitamente acuto, simile a quello delle ghiandaie.

### Alimentazione
Si tratta di uccelli dalla dieta onnivora ed opportunistica, che si cibano un po' di tutto ciò che riescono a reperire durante la giornata: fra gli alimenti assunti vi sono semi, granaglie, bacche e frutta, nonché invertebrati e piccoli vertebrati, uova e nidiacei.

Le cornacchie del Sinaloa sono assidue frequentatrici delle pozze di marea, dove reperiscono grandi quantità di cibo sotto forma di carcasse e frutti di mare.

### Riproduzione
Si tratta di uccelli monogami, la cui stagione riproduttiva si estende dalla fine di maggio all'inizio di agosto.
Le coppie collaborano in tutte le fasi dell'evento riproduttivo, dalla costruzione del nido (una struttura a coppa edificata con rametti e fibre vegetali intrecciate nel folto di un cespuglio o di un albero), nella cova (che viene materialmente svolta dalla sola femmina, mentre il maschio rimane di guardia nei pressi del nido e si occupa inoltre di reperire il nutrimento per sé e per la compagna) e nell'allevamento dei nidiacei, che rimangono coi genitori a lungo anche dopo essere divenuti virtualmente indipendenti, seguendoli nei loro spostamenti alla ricerca di cibo ed entrando a far parte dello stesso gruppo d'appartenenza.

## Distribuzione e habitat

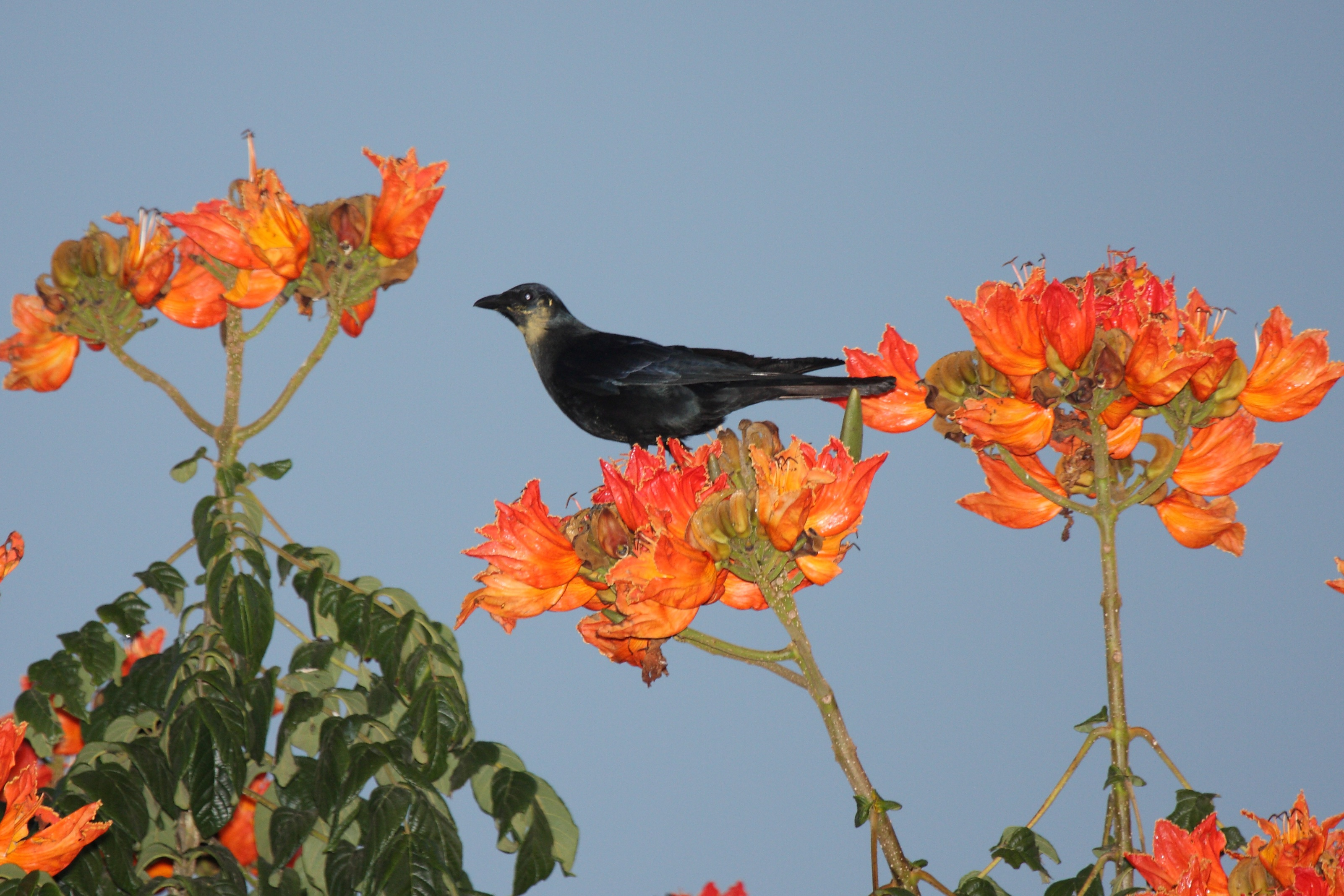
Esemplare in natura.

La cornacchia del Sinaloa è endemica del Messico, del quale (come intuibile dal nome comune) occupa la fascia costiera nord-occidentale compresa grossomodo fra il sud del Sonora ed il Nayarit sud-occidentale.
L'habitat di questi uccelli è costituito dalle aree costiere aperte con presenza di macchie arbustive ed alberate sparse.

## Tassonomia
Il corvo del Sinaloa appare molto vicino geneticamente (divergenza inferiore al 2%) a un altro piccolo corvo messicano, il corvo del Tamaulipas: le due popolazioni formano una superspecie, che andrebbe a formare un clade col corvo pescatore.
La specie è monotipica.